# Cypa luzonica
Cypa luzonica là một loài bướm đêm thuộc họ Sphingidae. Loài này có ở Philippines.